# Panimerus lucens
Panimerus lucens är en tvåvingeart som beskrevs av Vaillant 1973. Panimerus lucens ingår i släktet Panimerus och familjen fjärilsmyggor.
Artens utbredningsområde är North Carolina. Inga underarter finns listade i Catalogue of Life.